# Ismaël Kip
Ismaël Kip (Zwolle, 6 mei 1987) is een Nederlands voormalig baanwielrenner die ook op de weg actief was. Nadat in 2010 zijn A-status hem werd ontnomen, besloot hij te stoppen met het topwielrennen. Met ingang van 2011 is hij ploegleider bij WV de IJsselstreek. 

## Overwinningen
2004
- Nederlands kampioen achtervolging, Junioren

2007
- ZLM Tour

2008
- UIV Cup Rotterdam, Beloften (met Kilian Moser)

2009
- UIV Cup Rotterdam, Beloften (met Roy Pieters)

2009
- Nederlands kampioen 50KM (wielrennen), Elite

2023
- Il Lombardia Directeur Sportief Oldebroek

## Grote ronden
Geen